# 燕窝楼
26°02′14″N 111°08′57″E / 26.03722°N 111.14917°E
燕窝楼位于中国广西壮族自治区全州县永岁乡石岗村，2006年被列为第六批全国重点文物保护单位。
燕窝楼为蒋氏宗祠，由牌楼、门楼、东西廊、中殿、过廊、横廊、后殿组成，占地493平方米。牌楼为明代所建，木结构，四柱三间三楼。门楼在牌楼之后，紧密相连，建于清代中期，门两侧楹联为大学士叶向高题。